# Ryan Martin (cestista)
Ryan Oneil Martin (Spanish Town, 17 settembre 1991) è un cestista giamaicano naturalizzato britannico.

## Palmarès
- Campionato danese: 1

Bakken Bears: 2018-19